# Iino (Berg)
Der Iino (japanisch 飯野山 Iino-yama) ist ein 422 Meter hoher Berg in der japanischen Präfektur Kagawa, Shikoku, und liegt auf der Grenze zwischen den Gemeinden Sakaide und Marugame.

## Geografie
Der Iino befindet sich im Nordosten der kleinsten japanischen Hauptinsel Shikoku. Als Härtling überblickt er weite Teile der Sanukiebene, die sich bis zum Seto-Inlandsee im Norden erstreckt. Aufgrund seiner Form wird er in Anlehnung an den höchsten Berg Japans, den Fuji, auch als Sanuki-Fuji bezeichnet. Es handelt sich jedoch nicht um einen Vulkan. Unterhalb von 200 Metern Höhe besteht der Berg aus Granit, oberhalb aus roter Tonerde und Pyrit.

## Geschichte
Im Jahr 1922 reiste Kaiser Hirohito anlässlich einer Armeeübung in die Präfektur Kagawa. Dort verwendete er ebenfalls die Bezeichnung Sanuki-Fuji:

「暁に駒をとどめて見渡せば讃岐の富士に雲ぞかかれる」

„Wer im Morgengrauen innehält und sich umschaut, sieht die Wolken über dem Sanuki-Fuji.“

Am Gipfel befindet sich ein steinernes Denkmal, in welches dieser Ausspruch gemeißelt wurde.

## Öffentliche Nutzung

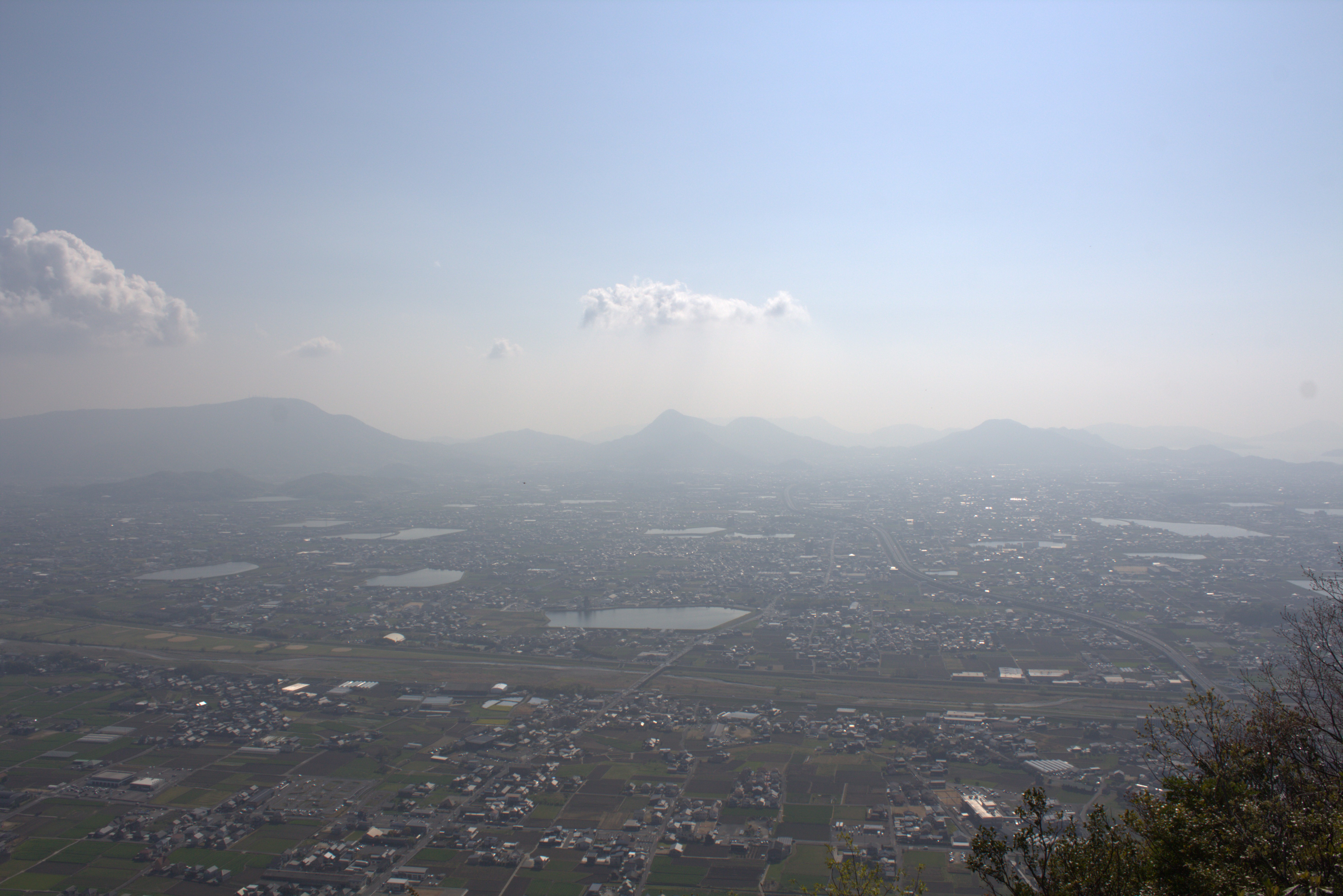
Blick von der Aussichtsplattform

Es führen insgesamt drei Wanderwege zum Gipfel, davon beginnen zwei in Marugame und einer in Sakkaide. Der in Sakkaide beginnende Pfad verläuft dabei am steilsten und kann über die Bushaltestelle Kitaoka (きたおか) in wenigen Minuten erreicht werden. Die Besteigung des Gipfels dauert anschließend je nach eigener Kondition etwa eine Stunde. Kurz unterhalb des Gipfels befindet sich eine nach Südwesten blickende Aussichtsplattform, die einen Blick auf den Fluss Doki und angrenzende Siedlungsgebiete ermöglicht. Von einer niedriger gelegenen Stelle am Nordhang aus kann ein Blick auf die Seto-Ōhashi-Brücke geworfen werden.
Des Weiteren befindet sich auf dem Gipfel ein Shintō-Schrein. Am 22. April wird in Marguma der Sanuki-Fuji Tag gefeiert und kleinere Festlichkeiten abgehalten. Der Tag wurde gewählt, da die japanische Datumsschreibweise 4-22 der gerundeten Höhe des Berges entspricht.

## Legende
Der Legende nach soll der Riese Ojomo (おじょも) den Berg erschaffen haben. Anschließend habe er auf den Berg uriniert, wodurch die Flüsse Doki und Daisoku entstanden.  Neben der Aussichtsplattform am Gipfel befindet sich eine Felsformation, die als Ojomos Fußabdruck bezeichnet wird.